# Howard MacNutt
Howard MacNutt (* 13. Juni 1859 in Branchtown, Philadelphia, Pennsylvania; † 26. Dezember 1926 in Miami, Florida) wurde 1898 Bahai und von Shoghi Effendi posthum zu einem Jünger Abdu’l Bahas ernannt.

## Leben
Howard MacNutts Eltern waren Ira und Carolyn MacNutt. Er arbeitete als Manager eines Cafés und als Rechtsanwalt. Er heiratete Mary Stokes 1889, sie hatten keine Kinder.
1898 wurden beide in New York City Bahai. Er lernte Persisch sowie Arabisch und konnte so bei der Übersetzung des Kitab-i-Iqan (Buch der Gewissheit) ins Englische helfen. 1905 pilgerten er und seine Frau nach Akkon. 
Im Haus der MacNutts in Brooklyn hielt Abdul-Baha am 12. April und am 16. Juni 1912 Vorträge und am 18. Juni wurde er dort auf dem Grundstück gefilmt. Howard MacNutt notierte mindestens 18 Ansprachen Abdul-Bahas. Außerdem stellte Howard MacNutt die Ansprachen Abdul-Bahas, die er 1912 in Kanada und den Vereinigten Staaten gehalten hatte, zu einem Buch zusammen. Auf Anweisung Abdul-Bahas verfasste Howard MacNutt eine Einführung zu diesem ursprünglich zweibändigen Werk, das unter dem Titel The Promulgation of Universal Peace veröffentlicht wurde.
Howard MacNutt starb an inneren Verletzungen infolge eines Motorradunfalls, einen Monat nachdem seine Frau bei einem Treppensturz tödlich verunglückt war.

## Werke
- Baha’u’llah; übersetzt von Ali Kuli Khan, assistiert von Howard MacNutt: The Book of Ighan, revealed by Baha Ullah. George V. Blackburne co., New York City 1904.
- Abdul-Baha, zusammengestellt von Howard MacNutt: The Promulgation of Universal Peace: Talks Delivered by Abdu’l Baha during His Visit to the United States and Canada in 1912. Bahai Publishing Society, Chicago (1922, Band 1; 1925, Band 2).
- Abdul-Baha, zusammengestellt von Howard MacNutt: The Promulgation of Universal Peace: Talks Delivered by Abdu’l Baha during His Visit to the United States and Canada in 1912. Bahai Publishing Trust, Wilmette IL 2007, ISBN 978-0-87743-335-4 (bahai.org).